# Rūta Vanagaitė
Rūta Vanagaitė (ur. 25 stycznia 1955 w Szawlach) – litewska teatrolog, działaczka kulturalna, społeczna i samorządowa, pisarka, radna Wilna w latach 2011–2015.

## Życiorys
W 1978 ukończyła studia w zakresie teatrologii w Państwowym Instytucie Sztuki Teatralnej w Moskwie.
W czasie studiów zadebiutowała jako autorka artykułów poświęconych tematyce teatralnej. W 1978 została szefem działu teatru, kina i telewizji w miesięczniku „Kultūros barai”, w późniejszych latach pracowała w czasopiśmie „Literatūra ir menas”. Po ślubie z fińskim socjologiem Ronaldem Wimanem przez jakiś czas mieszkała w Ghanie, a od 1985–1989 w Helsinkach, gdzie pracowała w bibliotece slawistycznej na Uniwersytecie Helsińskim oraz pisała artykuły na tematy społeczno-kulturalne w dzienniku „Helsingin Sanomat”.
Po powrocie na Litwę w 1989 została kierownikiem artystycznym Państwowego Teatru Młodzieży. Od 1991 organizowała na Litwie międzynarodowy festiwal teatralny LIFE. W 2001 założyła agencję public relations Acta Publica, z którą w kolejnych latach organizowała szereg kampanii społecznych. W latach 2004–2006 kierowała pracami związanymi z przyznaniem Wilnu tytułu Europejskiej Stolicy Kultury. Od 2006 kieruje agencją Vilko Valia.
W 2015 odbyła wspólną podróż z Efraimem Zuroffem śladami miejsc kaźni litewskich Żydów w czasie Holokaustu. Relację z podróży zawarła w wydanej w 2016 książce Nasi (lit. Mūsiškiai).
Wydawnictwo Alma Littera zleciło wycofanie wszystkich książek Rūty Vanagaitė ze sprzedaży oraz zerwało z nią współpracę po tym, jak publicznie zakwestionowała decyzję litewskiego Sejmu o uhonorowaniu Adolfasa Ramanauskasa. Centrum Szymona Wiesenthala znalazło dowody świadczące o jego zaangażowaniu w zbrodnie Holokaustu, w miejscowości Druskieniki.

## Działalność polityczna
W wyborach prezydenckich w 1997 i 2004 brała udział w kampanii wyborczej Valdasa Adamkusa. W latach 1999 i 2000–2001 była doradcą premiera Rolandasa Paksasa do spraw kultury i komunikacji społecznej. Od 1999 do 2001 była członkiem Litewskiego Związku Liberałów. W latach 2011–2015 zasiadała w radzie miejskiej Wilna z ramienia komitetu wyborczego „Koalicja Artūrasa Zuokasa i Wilna”. Działała w założonym przez Artūrasa Zuokasa Związku TAK, z ramienia którego kandydowała w wyborach do Sejmu w 2012, jednak nie uzyskała mandatu.

## Życie prywatne
W 1983 wyszła za mąż za fińskiego socjologa Ronalda Wimana, z którym ma córkę Adelė. Od 1995 jej mężem jest aktor Vladas Bagdonas, z którym ma syna Juozapasa. Mówi po angielsku, rosyjsku, fińsku, polsku i francusku.

## Publikacje
- Pareigos metas, 2014
- Ne bobų vasara, 2015
- Mūsiškiai, 2016 (wspólnie z Efraimem Zuroffem, wyd. pol. Nasi. Podróżując z wrogiem, 2017)[5]

## Nagrody
- 1993 – Nagroda „Kobieta Roku” za organizację festiwalu LIFE